# Dendrelaphis cyanochloris
Dendrelaphis cyanochloris (лат.) — вид змей из семейства ужеобразных, обитающий в Азии. Научное название происходит от греч. κύανος — «тёмно-синий», и греч. χλωρός — «зелёный».

## Описание
Общая длина достигает 1,2 м. Тело изящное, типом окраски напоминает Dendrelaphis striatus, но наклонные тёмные полосы на туловище отсутствуют. Чёрные широкие полосы по бокам головы также заканчиваются в области шеи, но впереди чуть заходят за глаза. Нижняя челюсть и горло с характерным зеленоватым оттенком. Цвет головы и спины золотисто-коричневый. Нижние части боковых чешуй голубые и становятся особенно заметны, когда змея раздувает шею.

## Образ жизни
Населяет тропические леса. Активна днём, почти всю жизнь проводит на деревьях. Питается ящерицами и амфибиями.

## Размножение
Это яйцекладущая змея. Самка откладывает до 5 яиц.

## Распространение
Обитает в восточной Индии, Бангладеш, Мьянме, южном Таиланде и Малайзии. 

## Галерея

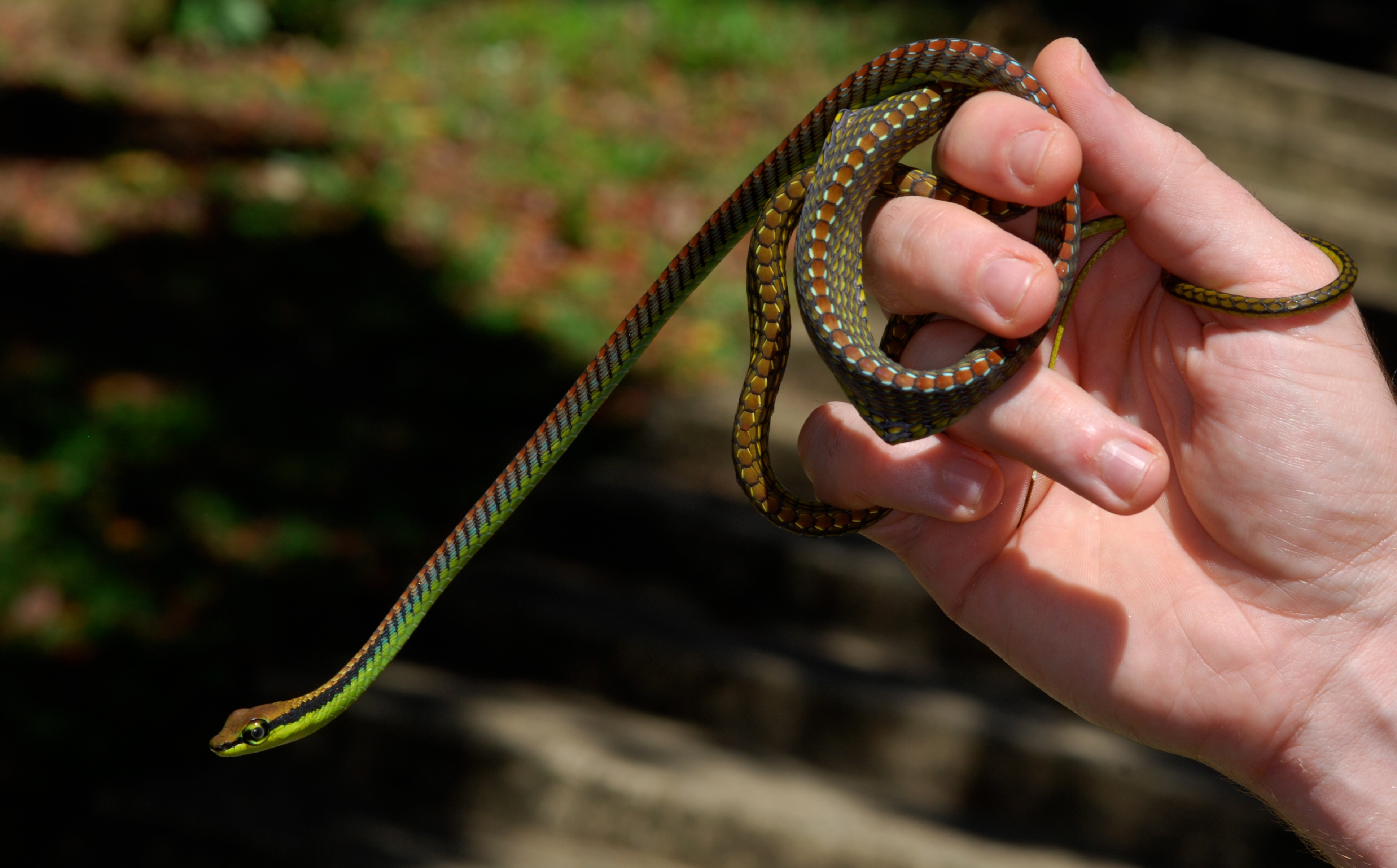
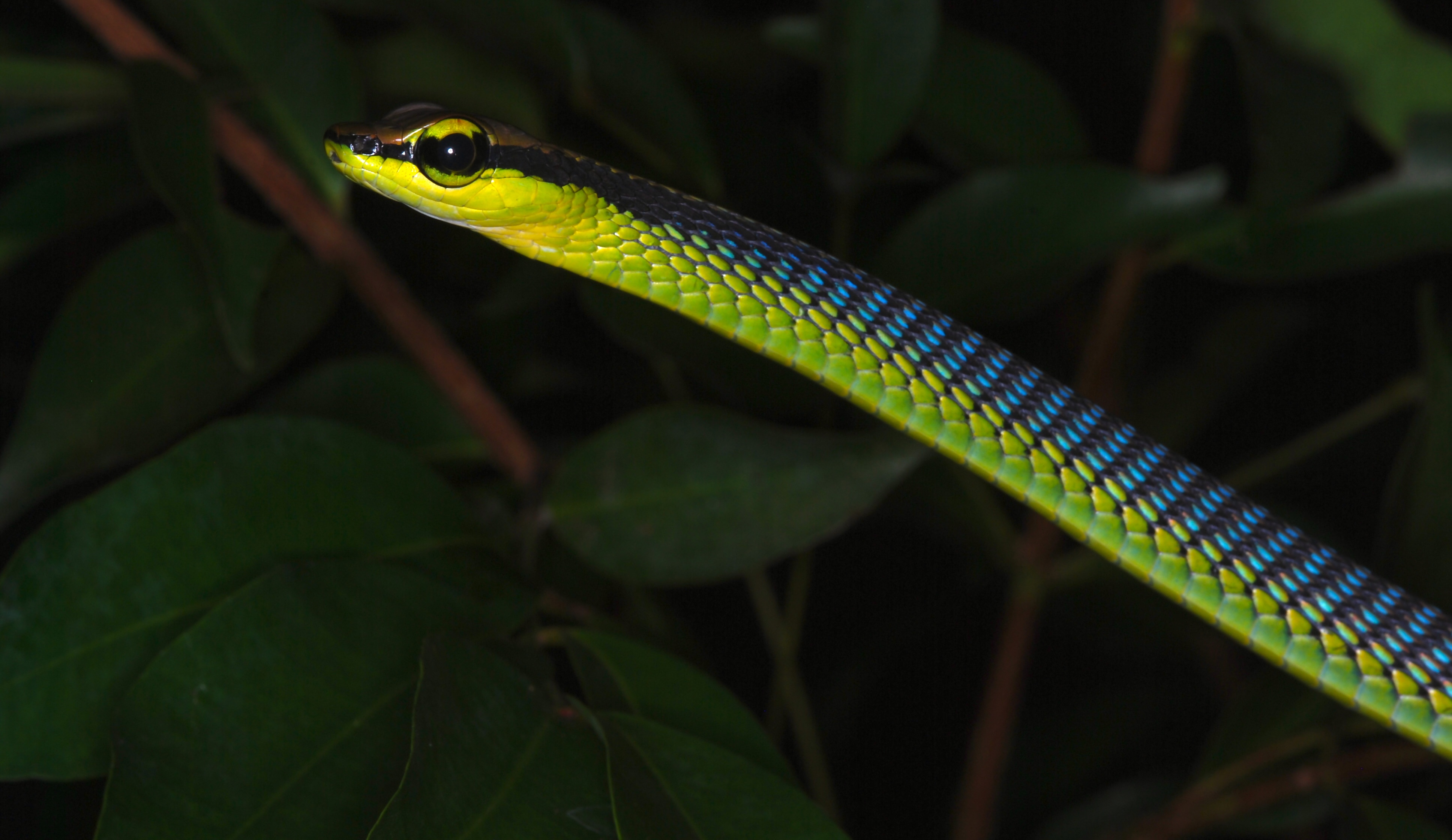
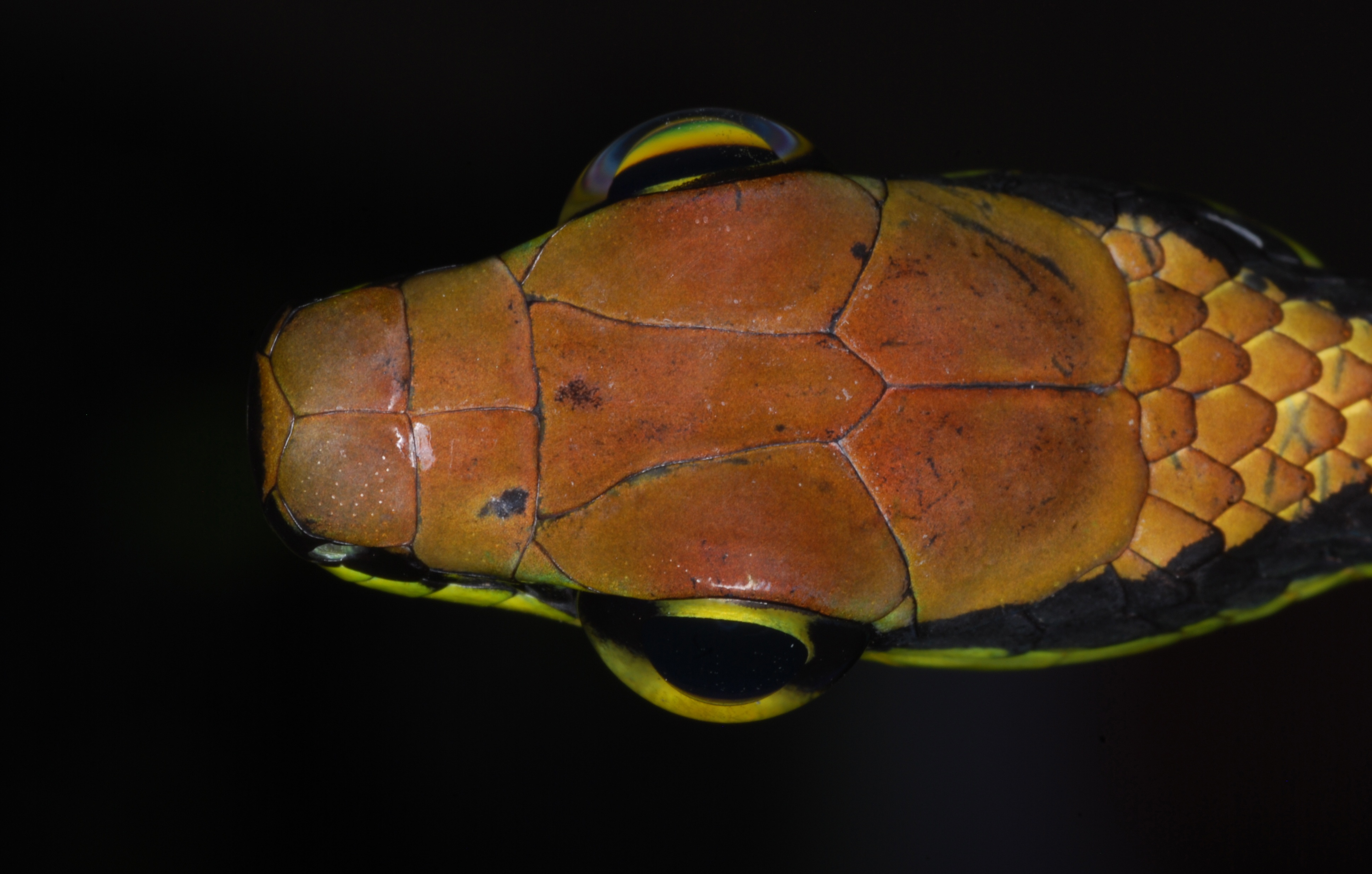
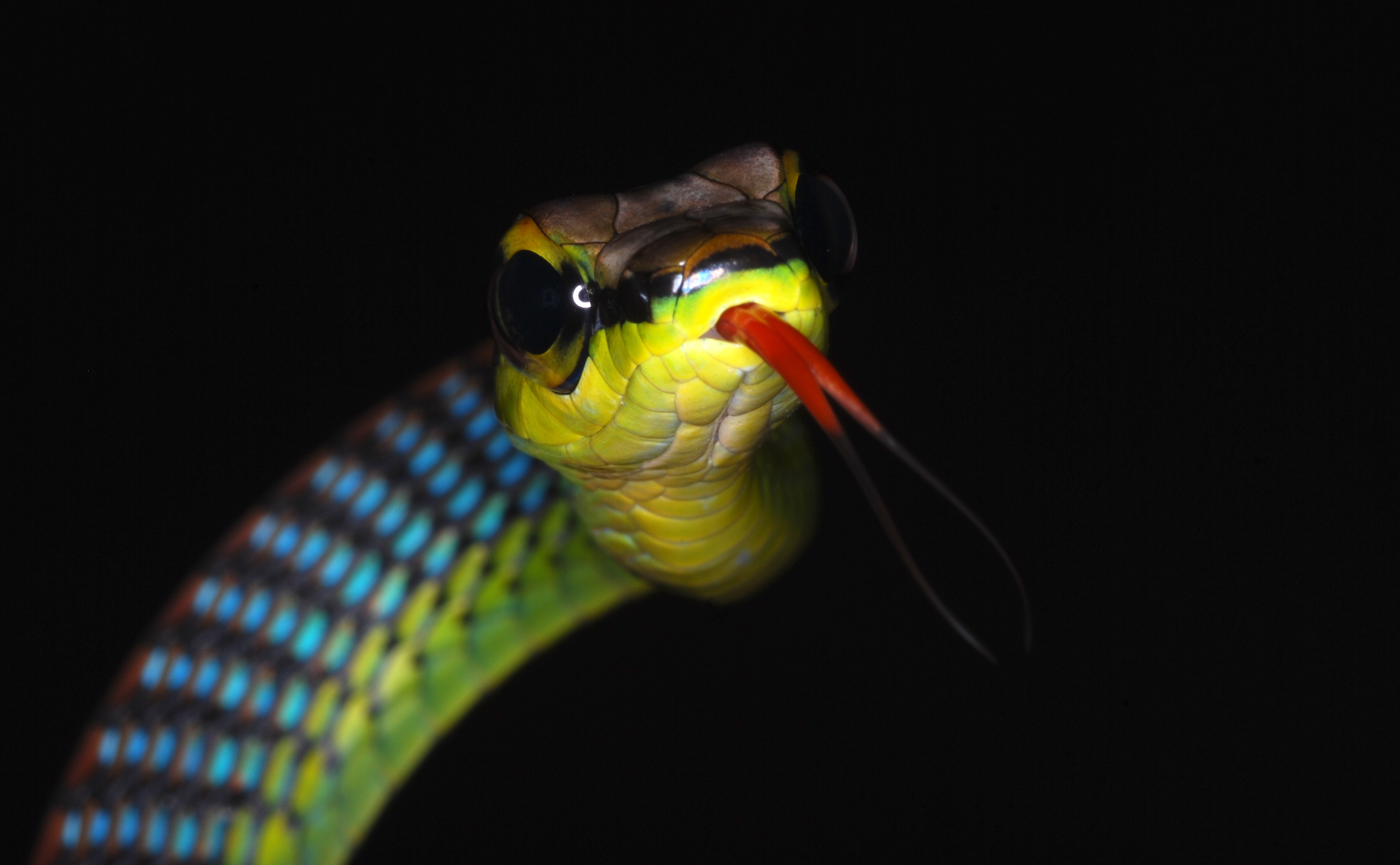